# Soupe d'épinards
La soupe d'épinards, ou soupe aux épinards, est une soupe dont l'ingrédient principal est l'épinard. Plat courant à travers le monde, la soupe peut se préparer à base de bouillon ou de crème, cette dernière s'appelle « crème de soupe d'épinards, ».
En Chine, une soupe d'épinards et de tofu est connue sous le nom de « soupe émeraude et jade blanc », les épinards et le tofu représentant respectivement l'émeraude et le jade blanc. Ainsi, la soupe aux épinards en elle-même peut s'appeler « soupe émeraude ». Les épinards peuvent être pris frais, en conserve ou surgelés, cuisinés entiers, en purée ou émincés,.
On peut utiliser d'autres ingrédients, tels que des oignons, des oignons verts, des carottes, du céleri, de l'origan, des tomates, des pommes de terre, de l'ail, des échalotes, des pignons de pin, des amandes effilées, du jus de citron, de l'huile d'olive, de l'huile de noisette, du beurre, des assaisonnements tels que le sel et le poivre, ou encore du curry,,,,,.
La soupe aux épinards est généralement servie chaude, mais peut également être servie froide,. Avant de servir, on peut recouvrir la soupe ou la garnir d'ingrédients comme la crème aigre ou la crème fraîche,.

## Galerie

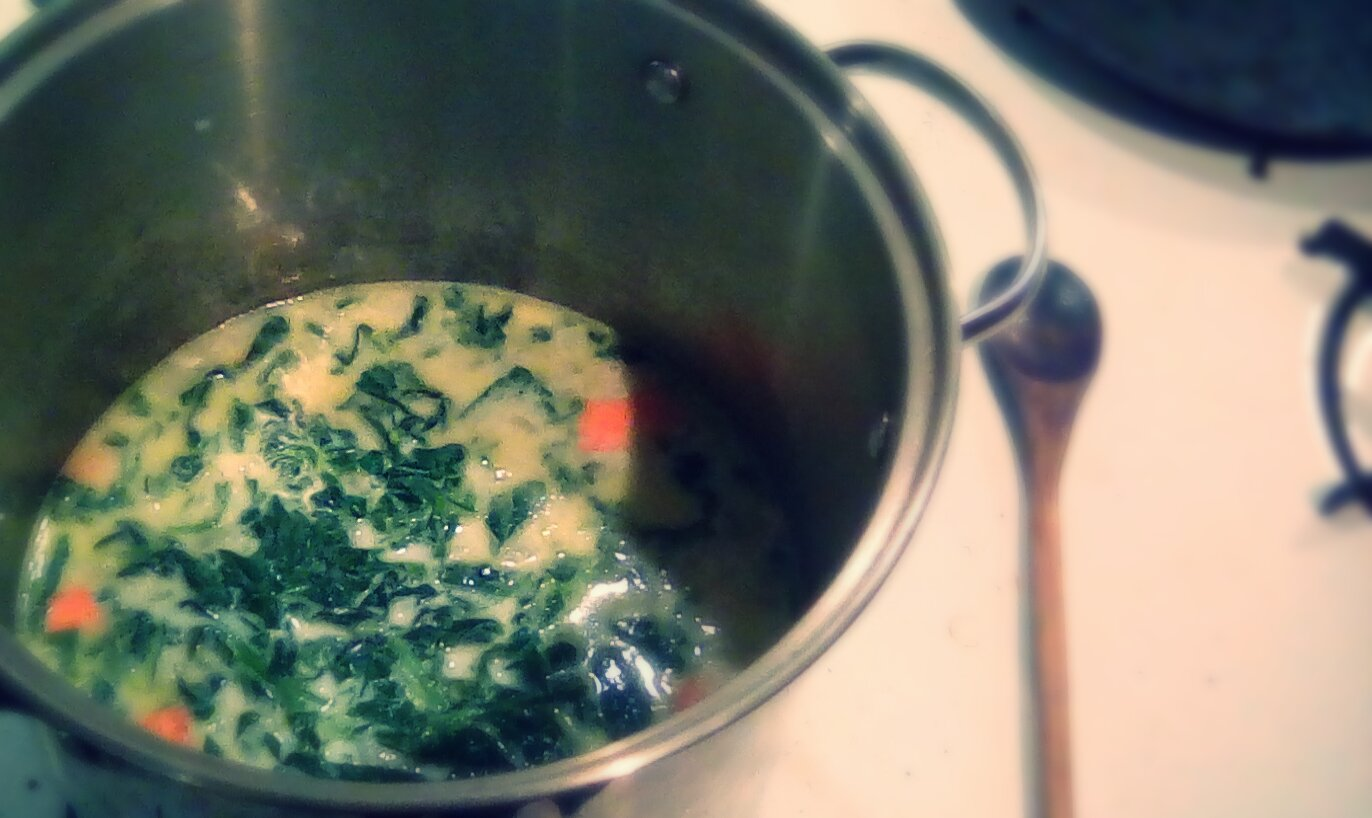
Crème de soupe aux épinards.
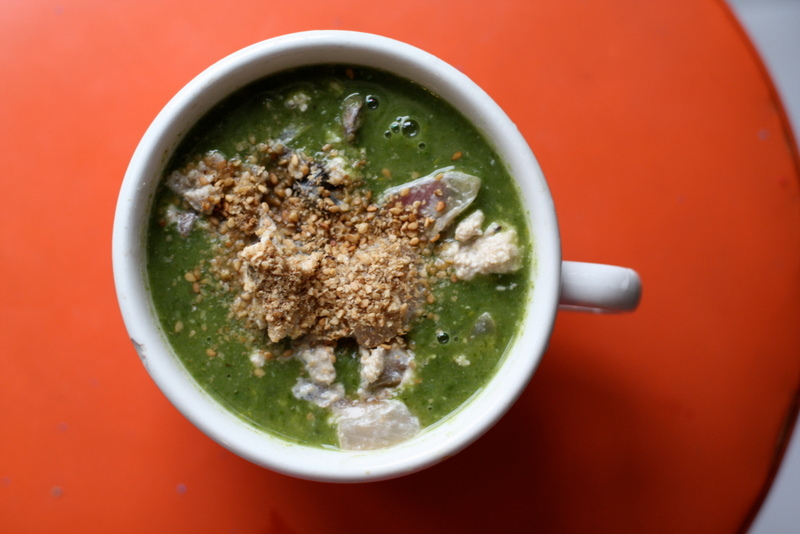
Soupe aux épinards avec garniture.
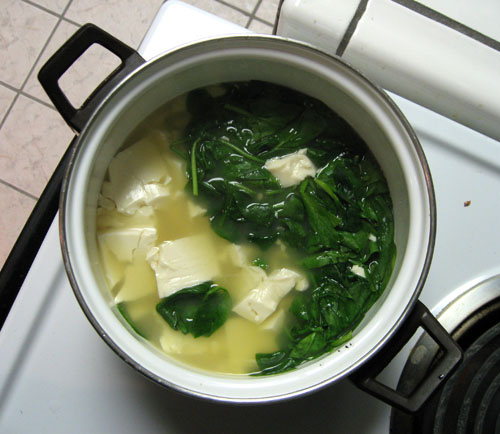
Soupe aux épinards avec tofu.
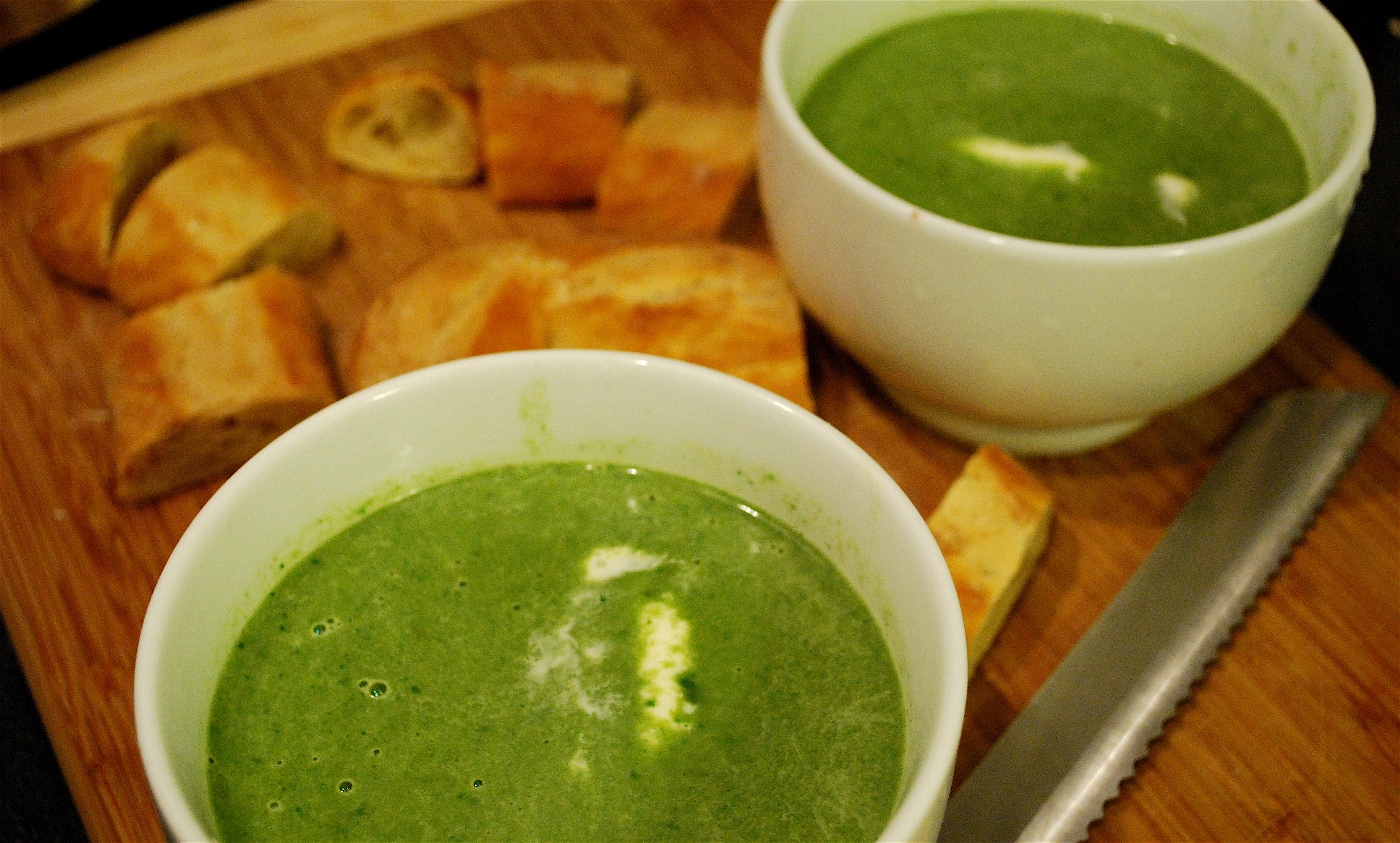
Soupe à l'ail et soupe aux épinards, avec crème fraîche.
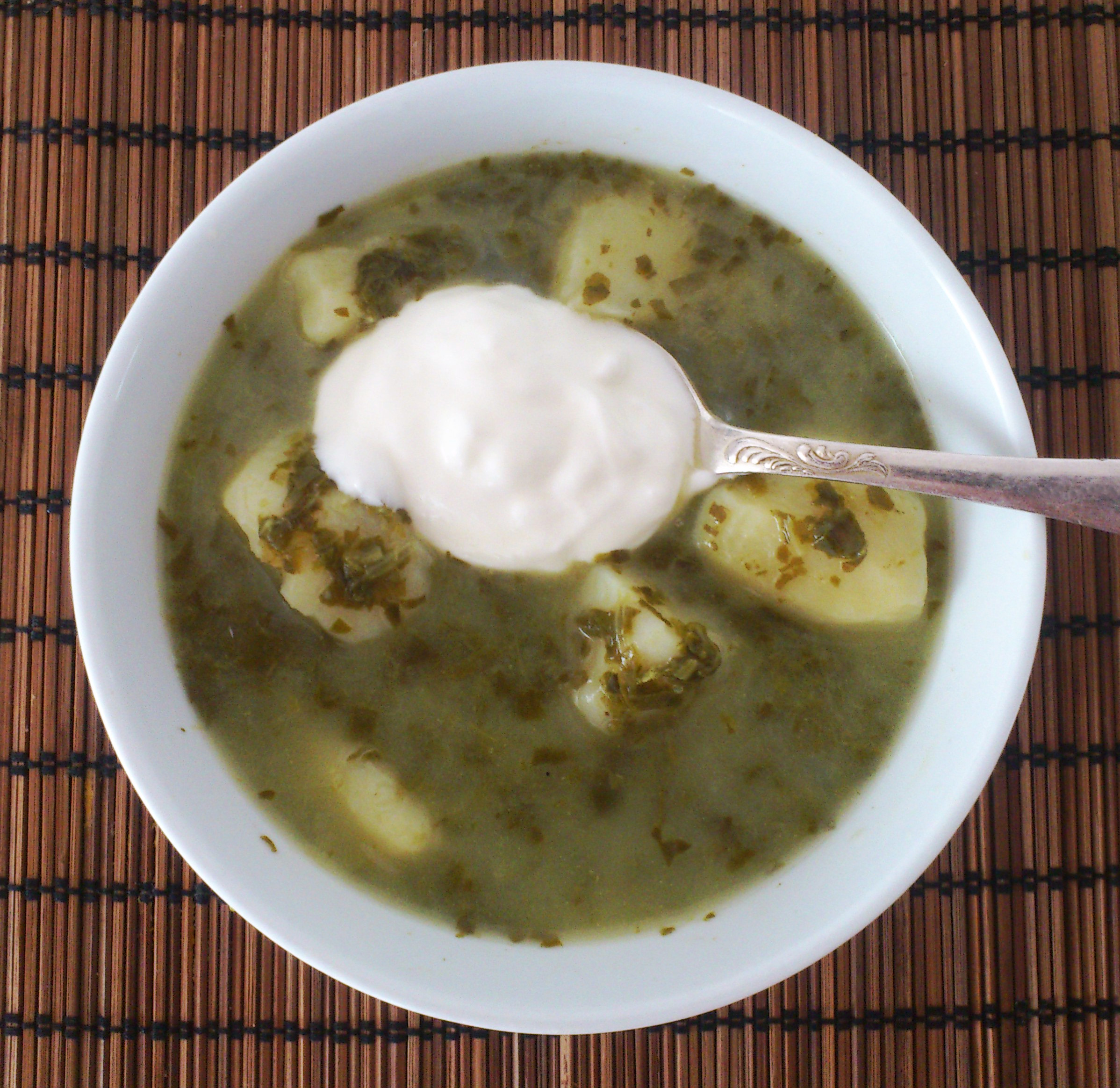
Soupe à l'oseille avec épinards et pommes de terre, recouverte de smetana.
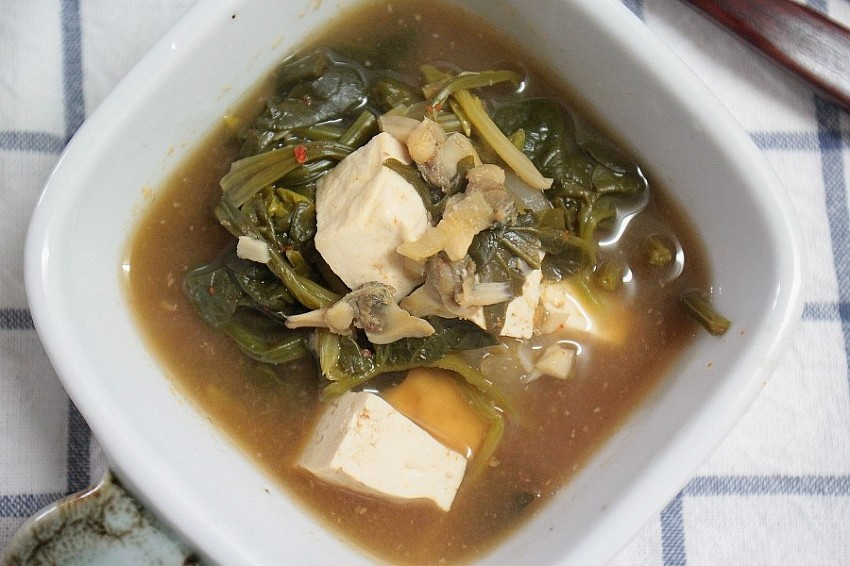
Sigeumchi-doenjang-guk (soupe aux épinards et à la pâte de soja).
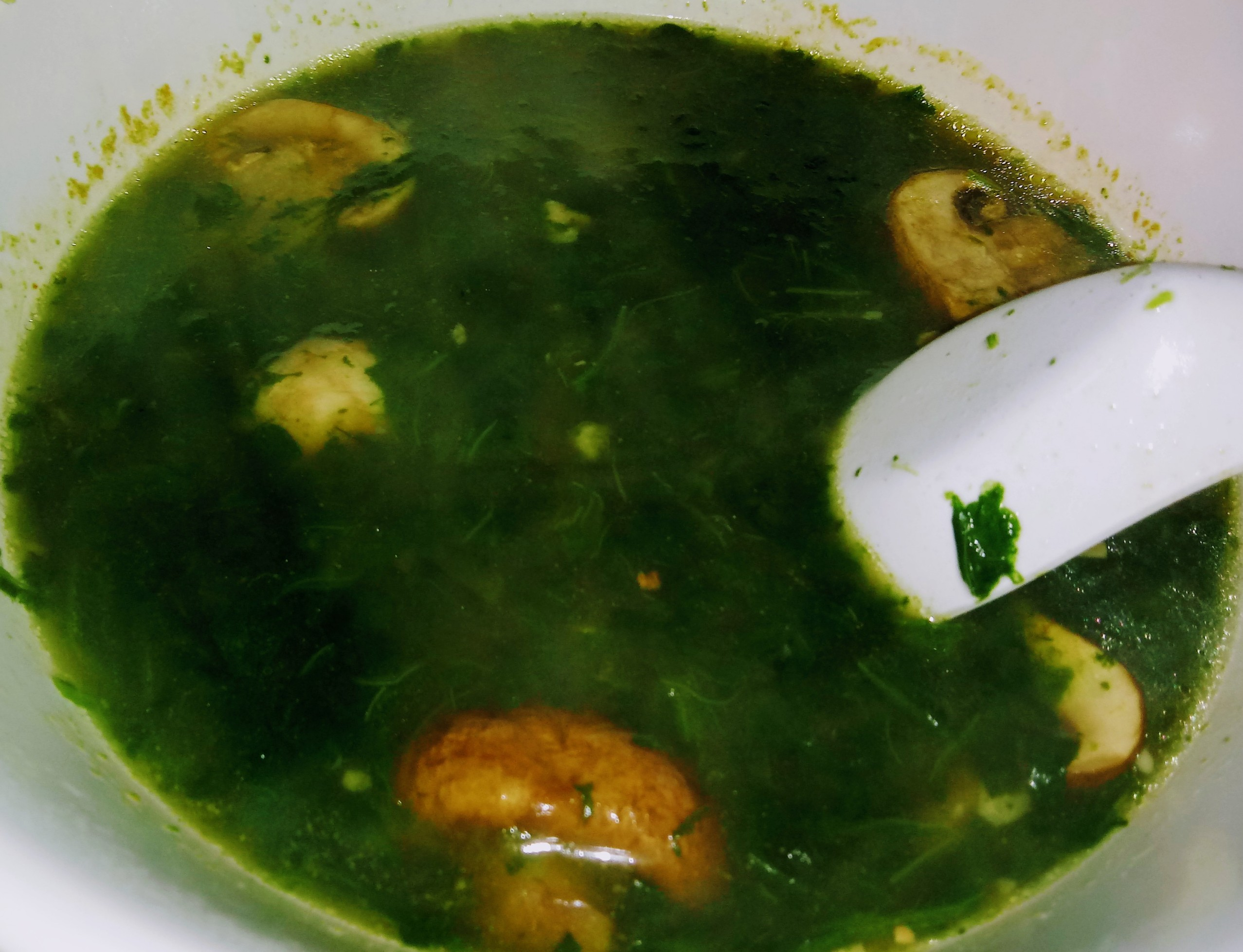
Soupe patriotique de la dynastie Song (Chine).
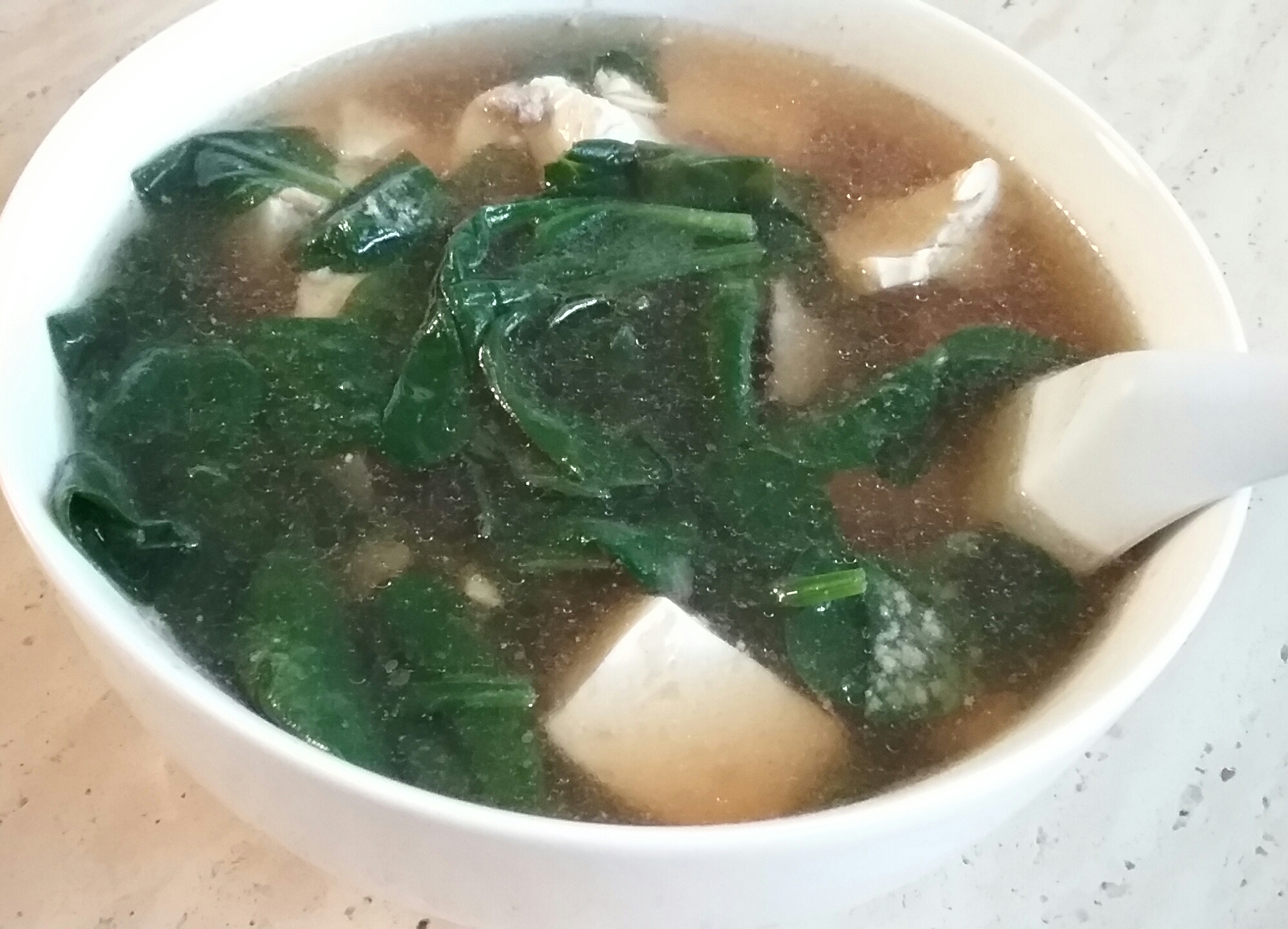
Bol de soupe aux épinards et au tofu à la chinoise, généralement appelée « soupe émeraude et jade blanc ».